# Selección de fútbol de las Bahamas
La selección de fútbol de las Bahamas es el representativo nacional de este país. Es controlada por el Asociación de Fútbol de Bahamas, perteneciente a la Concacaf y a la CFU.

## Historia
Bahamas disputó su primer encuentro internacional el 17 de julio de 1965 contra Jamaica perdiendo 8:1. Después de unos cinco años disputó los XI Juegos Centroamericanos y del Caribe de 1970 en Panamá, aunque sus presentaciones acabaron en derrotas abultadas como el 3:0 que le propinó Puerto Rico, el 1° de marzo de 1970 (siendo este su primer cotejo internacional) sobre todo el 8:1 que le endosó Antillas Neerlandesas y el 5:0 con Venezuela. Al año siguiente, participó en la VI edición de los Juegos Panamericanos de Cali (Colombia). donde fue eliminada en primera fase, el 4 de agosto de 1971. Volvió a disputar los XII Juegos Centroamericanos y del Caribe de 1974, y consiguió su primera e histórica victoria de 1:0 frente a Panamá, pero perdió 3:0 con Bermudas y 2:0 con República Dominicana siendo nuevamente eliminada en la primera ronda.
En la década de los '80, Bahamas participó consecutivamente en los Juegos Centroamericanos y del Caribe de 1982 y 1986, llegando a cuartos de final en esta última edición, eliminada por Cuba. También participó en las rondas clasificatorias a los Juegos Olímpicos de 1984 (eliminada por México amateur) y 1988 (apeada por Guyana). El 28 de abril de 1987, Bahamas conoció su peor derrota a manos de la selección de México que la aplastó por 13:0, en Toluca, en el marco del torneo de clasificación a los Juegos Panamericanos de Indianápolis 1987.
En los '90, Bahamas se retiró de las eliminatorias rumbo al Mundial de 1998 dejando que San Cristóbal y Nieves avanzara a la siguiente ronda. Recién en 1999 participó en el torneo de clasificación a la Copa del Caribe de 1999, superando la ronda preliminar, aunque sucumbió en la ronda siguiente, finalizando en el último lugar del grupo 1 compuesto por Cuba, Bermudas e Islas Caimán.
Los años 2000 vieron a los Baha Boyz participar a tres eliminatorias mundialistas consecutivas: 2002, 2006 y 2010 siendo eliminados por Haití (resultado global de 13:0), Dominica (resultado global de 4:2) y Jamaica (resultado global de 13:0), respectivamente. En la Copa del Caribe de 2007 superaron la primera ronda eliminatoria, integrando el grupo G de la segunda ronda donde terminaron en la última posición, detrás de Barbados, San Vicente y las Granadinas y Bermudas.
En las clasificatorias al Mundial de 2014, Bahamas superó en partidos de ida y vuelta a la selección de las Islas Turcas y Caicos, aplastándola con un marcador global de 10:0, avanzando de esa manera a la segunda fase donde quedó ubicada en el Grupo C junto a Panamá, Dominica y Nicaragua. Sin embargo, el equipo se retiró de la eliminatoria, aparentemente por razones económicas.
En la eliminatoria rumbo al mundial de Rusia 2018 le tocó enfrentarse en la primera ronda a su similar de Bermudas, perdiendo el partido de ida en Nasáu con marcador de 0-5, y el partido de vuelta de visitante en Hamilton perdieron 0-3, terminando la serie con una derrota de 0-8 en el marcador global.

## Últimos partidos y próximos encuentros
Actualizado al último partido jugado el 7 de junio de 2025
| Fecha      | Ciudad       | Local                 | Resultado | Visitante             | Competición                     |
| ---------- | ------------ | --------------------- | --------- | --------------------- | ------------------------------- |
| 21-11-2023 | Bayamón      | Puerto Rico           | 6:1       | Bahamas               | Liga Naciones Concacaf 23/24    |
| 22-03-2024 | Nasáu        | Bahamas               | 2:2       | Barbados              | Partido amistoso                |
| 08-06-2024 | Basseterre   | Bahamas               | 1:7       | Trinidad y Tobago     | Clasificación Copa Mundial 2026 |
| 11-06-2024 | Basseterre   | S. Cristóbal y Nieves | 1:0       | Bahamas               | Clasificación Copa Mundial 2026 |
| 04-09-2024 | Saint Croix  | I. Vírg. de los EE.UU | 3:3       | Bahamas               | Liga Naciones Concacaf 24/25    |
| 07-09-2024 | Saint Croix  | Bahamas               | 2:3       | Barbados              | Liga Naciones Concacaf 24/25    |
| 12-10-2024 | Bridgetown   | Bahamas               | 3:1       | I. Vírg. de los EE.UU | Liga Naciones Concacaf 24/25    |
| 15-10-2024 | Bridgetown   | Barbados              | 6:2       | Bahamas               | Liga Naciones Concacaf 24/25    |
| 04-06-2025 | Saint George | Granada               | 6:0       | Bahamas               | Clasificación Copa Mundial 2026 |
| 07-06-2025 | Bridgetown   | Bahamas               | 0:8       | Costa Rica            | Clasificación Copa Mundial 2026 |

## Jugadores

### Última convocatoria
Los siguientes jugadores fueron convocados para los partidos de Liga de Naciones frente a  Islas Vírgenes de los Estados Unidos y  Barbados, el 12 y 15 de octubre de 2024 respectivamente.
Datos actualizados después del partido ante  Barbados el 15 de octubre de 2024.
| No. | Pos. | Jugador                 | Fecha de nacimiento (edad)         | Apa. | Goles | Club                      |
| --- | ---- | ----------------------- | ---------------------------------- | ---- | ----- | ------------------------- |
| 1   | POR  | Michael Butler          | 2 de marzo de 1999 (26 años)       | 10   | 0     | United FC                 |
| 18  | POR  | Vance Wheaton           | 4 de abril de 2005 (20 años)       | 5    | 0     | Renegades FC              |
|     |      |                         |                                    |      |       |                           |
| 4   | DEF  | Jonathan Miller         | 11 de junio de 1998 (27 años)      | 13   | 0     | AC Raleigh                |
| 16  | DEF  | William Gardiner        | 27 de junio de 2006 (19 años)      | 7    | 0     | Tampa Spartans            |
| 17  | DEF  | Jordan Cheetham         | 20 de febrero de 2007 (18 años)    | 6    | 0     | Baha Juniors Blue FC      |
| 2   | DEF  | Lekenson Chery          | 27 de agosto de 2003 (21 años)     | 2    | 0     | Western Warriors SC       |
| 20  | DEF  | Kai Pérez               | 11 de abril de 2006 (19 años)      | 2    | 0     | New Mexico United Academy |
|     |      |                         |                                    |      |       |                           |
| 10  | MED  | Lesly St. Fleur         | 21 de marzo de 1989 (36 años)      | 37   | 13    | IM Bears FC               |
| 7   | MED  | Quinton Carey           | 26 de noviembre de 1996 (28 años)  | 18   | 2     | Agente libre              |
| 8   | MED  | Christopher Rahming Jr. | 27 de abril de 1999 (26 años)      | 16   | 1     | Fencibles United          |
| 5   | MED  | William Bayles          | 16 de mayo de 2003 (22 años)       | 14   | 0     | Graham Street Prims F.C.  |
| 6   | MED  | Michael Massey          | 10 de mayo de 2005 (20 años)       | 12   | 0     | Renegades FC              |
| 15  | MED  | Jack Massey             | 10 de septiembre de 2007 (17 años) | 0    | 0     | Renegades FC              |
|     |      |                         |                                    |      |       |                           |
| 9   | DEL  | Peter Julmis            | 28 de mayo de 2001 (24 años)       | 22   | 7     | UB Mingoes FC             |
| 13  | DEL  | Nahum Johnson           | 10 de julio de 2006 (18 años)      | 10   | 1     | Renegades FC              |
| 11  | DEL  | Brandon Adderley        | 2 de enero de 2002 (23 años)       | 9    | 6     | Dynamos FC                |
| 14  | DEL  | Omari Bain              | 13 de noviembre de 2002 (22 años)  | 9    | 1     | A.D.U. Adarve B           |
| 12  | DEL  | Walter Sawyer           | 24 de marzo de 2004 (21 años)      | 6    | 0     | Dynamos FC                |

## Entrenadores
- Randy Rogers (1987–1998)[8]
- Peter Wilson (1998–1999)
- Gary White (1999–2006)[9][10]
- Neider dos Santos (2006–2010)[11][10]
- Paul John James (2011)[12][13]
  -  Kevin Davies (2011)[14][15]
- Dion Godet (2014–2018)[16][17]
- Nesley Jean (2019–2022)
- Nesley Jean (2022–presente)

## Estadísticas

### Copa Mundial de Fútbol
| Copa Mundial de Fútbol | Copa Mundial de Fútbol             | Copa Mundial de Fútbol             | Copa Mundial de Fútbol             | Copa Mundial de Fútbol             | Copa Mundial de Fútbol             | Copa Mundial de Fútbol             | Copa Mundial de Fútbol             |
| Año                    | Ronda                              | J                                  | G                                  | E                                  | P                                  | GF                                 | GC                                 |
| ---------------------- | ---------------------------------- | ---------------------------------- | ---------------------------------- | ---------------------------------- | ---------------------------------- | ---------------------------------- | ---------------------------------- |
| 1930 - 1966            | No existía la selección            | No existía la selección            | No existía la selección            | No existía la selección            | No existía la selección            | No existía la selección            | No existía la selección            |
| 1970 - 1994            | No participó                       | No participó                       | No participó                       | No participó                       | No participó                       | No participó                       | No participó                       |
| 1998                   | Se retiró                          | Se retiró                          | Se retiró                          | Se retiró                          | Se retiró                          | Se retiró                          | Se retiró                          |
| 2002                   | No clasificó                       | No clasificó                       | No clasificó                       | No clasificó                       | No clasificó                       | No clasificó                       | No clasificó                       |
| 2006                   | No clasificó                       | No clasificó                       | No clasificó                       | No clasificó                       | No clasificó                       | No clasificó                       | No clasificó                       |
| 2010                   | No clasificó                       | No clasificó                       | No clasificó                       | No clasificó                       | No clasificó                       | No clasificó                       | No clasificó                       |
| 2014                   | Se retiró durante la clasificación | Se retiró durante la clasificación | Se retiró durante la clasificación | Se retiró durante la clasificación | Se retiró durante la clasificación | Se retiró durante la clasificación | Se retiró durante la clasificación |
| 2018                   | No clasificó                       | No clasificó                       | No clasificó                       | No clasificó                       | No clasificó                       | No clasificó                       | No clasificó                       |
| 2022                   | No clasificó                       | No clasificó                       | No clasificó                       | No clasificó                       | No clasificó                       | No clasificó                       | No clasificó                       |
| 2026                   | No clasificó                       | No clasificó                       | No clasificó                       | No clasificó                       | No clasificó                       | No clasificó                       | No clasificó                       |
| 2030                   | Por disputarse                     | Por disputarse                     | Por disputarse                     | Por disputarse                     | Por disputarse                     | Por disputarse                     | Por disputarse                     |
| 2034                   | Por disputarse                     | Por disputarse                     | Por disputarse                     | Por disputarse                     | Por disputarse                     | Por disputarse                     | Por disputarse                     |
| Total                  | 0/23                               | -                                  | -                                  | -                                  | -                                  | -                                  | -                                  |

### Copa de Oro de la Concacaf
| Copa de Oro de la Concacaf | Copa de Oro de la Concacaf | Copa de Oro de la Concacaf | Copa de Oro de la Concacaf | Copa de Oro de la Concacaf | Copa de Oro de la Concacaf | Copa de Oro de la Concacaf | Copa de Oro de la Concacaf |
| Año                        | Ronda                      | J                          | G                          | E                          | P                          | GF                         | GC                         |
| -------------------------- | -------------------------- | -------------------------- | -------------------------- | -------------------------- | -------------------------- | -------------------------- | -------------------------- |
| 1963 - 1969                | No existía la selección    | No existía la selección    | No existía la selección    | No existía la selección    | No existía la selección    | No existía la selección    | No existía la selección    |
| 1971 - 1998                | No participó               | No participó               | No participó               | No participó               | No participó               | No participó               | No participó               |
| 2000                       | No clasificó               | No clasificó               | No clasificó               | No clasificó               | No clasificó               | No clasificó               | No clasificó               |
| 2002                       | Se retiró                  | Se retiró                  | Se retiró                  | Se retiró                  | Se retiró                  | Se retiró                  | Se retiró                  |
| 2003                       | No participó               | No participó               | No participó               | No participó               | No participó               | No participó               | No participó               |
| 2005                       | Se retiró                  | Se retiró                  | Se retiró                  | Se retiró                  | Se retiró                  | Se retiró                  | Se retiró                  |
| 2007                       | No clasificó               | No clasificó               | No clasificó               | No clasificó               | No clasificó               | No clasificó               | No clasificó               |
| 2009                       | No participó               | No participó               | No participó               | No participó               | No participó               | No participó               | No participó               |
| 2011                       | No participó               | No participó               | No participó               | No participó               | No participó               | No participó               | No participó               |
| 2013                       | No participó               | No participó               | No participó               | No participó               | No participó               | No participó               | No participó               |
| 2015                       | No participó               | No participó               | No participó               | No participó               | No participó               | No participó               | No participó               |
| 2017                       | No participó               | No participó               | No participó               | No participó               | No participó               | No participó               | No participó               |
| 2019                       | No clasificó               | No clasificó               | No clasificó               | No clasificó               | No clasificó               | No clasificó               | No clasificó               |
| 2021                       | No clasificó               | No clasificó               | No clasificó               | No clasificó               | No clasificó               | No clasificó               | No clasificó               |
| 2023                       | No clasificó               | No clasificó               | No clasificó               | No clasificó               | No clasificó               | No clasificó               | No clasificó               |
| 2025                       | No clasificó               | No clasificó               | No clasificó               | No clasificó               | No clasificó               | No clasificó               | No clasificó               |
| Total                      | 0/28                       | -                          | -                          | -                          | -                          | -                          | -                          |

### Liga de Naciones de la Concacaf
| Liga de Naciones de la Concacaf | Liga de Naciones de la Concacaf | Liga de Naciones de la Concacaf | Liga de Naciones de la Concacaf | Liga de Naciones de la Concacaf | Liga de Naciones de la Concacaf | Liga de Naciones de la Concacaf | Liga de Naciones de la Concacaf | Liga de Naciones de la Concacaf | Liga de Naciones de la Concacaf |
| Año                             | L                               | G                               | Ronda                           | J                               | G                               | E                               | P                               | GF                              | GC                              |
| ------------------------------- | ------------------------------- | ------------------------------- | ------------------------------- | ------------------------------- | ------------------------------- | ------------------------------- | ------------------------------- | ------------------------------- | ------------------------------- |
| 2019-20                         | C                               | B                               | Primer lugar                    | 4                               | 3                               | 1                               | 0                               | 10                              | 2                               |
| 2022-23                         | B                               | C                               | Tercer lugar                    | 6                               | 1                               | 1                               | 4                               | 2                               | 11                              |
| 2023-24                         | B                               | D                               | Cuarto lugar                    | 5                               | 0                               | 1                               | 4                               | 7                               | 21                              |
| 2024-25                         | C                               | A                               | Segundo lugar                   | 4                               | 1                               | 1                               | 2                               | 10                              | 13                              |
| Total                           | Total                           | Total                           | 4/4                             | 19                              | 5                               | 4                               | 10                              | 29                              | 47                              |

## Torneos regionales de la CFU

### Copa del Caribe
| Copa del Caribe | Copa del Caribe | Copa del Caribe | Copa del Caribe | Copa del Caribe | Copa del Caribe | Copa del Caribe | Copa del Caribe |
| Año             | Ronda           | J               | G               | E               | P               | GF              | GC              |
| --------------- | --------------- | --------------- | --------------- | --------------- | --------------- | --------------- | --------------- |
| 1989-1998       | No participó    | No participó    | No participó    | No participó    | No participó    | No participó    | No participó    |
| 1999            | No clasificó    | No clasificó    | No clasificó    | No clasificó    | No clasificó    | No clasificó    | No clasificó    |
| 2001            | No participó    | No participó    | No participó    | No participó    | No participó    | No participó    | No participó    |
| 2005            | No participó    | No participó    | No participó    | No participó    | No participó    | No participó    | No participó    |
| 2007            | No clasificó    | No clasificó    | No clasificó    | No clasificó    | No clasificó    | No clasificó    | No clasificó    |
| 2008            | No participó    | No participó    | No participó    | No participó    | No participó    | No participó    | No participó    |
| 2010            | No participó    | No participó    | No participó    | No participó    | No participó    | No participó    | No participó    |
| 2012            | No participó    | No participó    | No participó    | No participó    | No participó    | No participó    | No participó    |
| 2014            | No participó    | No participó    | No participó    | No participó    | No participó    | No participó    | No participó    |
| 2016            | No participó    | No participó    | No participó    | No participó    | No participó    | No participó    | No participó    |
| Total           | 0/19            | -               | -               | -               | -               | -               | -               |

## Historial de Partidos
Actualizado al último partido el 7 de junio de 2025.
| Rival                                | PP   | UP   | PJ | G  | E  | P  | GF | GC  |
| ------------------------------------ | ---- | ---- | -- | -- | -- | -- | -- | --- |
| Anguila                              | 2000 | 2018 | 3  | 2  | 1  | 0  | 6  | 3   |
| Antigua y Barbuda                    | 2018 | 2023 | 3  | 0  | 1  | 2  | 3  | 12  |
| Antillas Neerlandesas                | 1970 | 1970 | 1  | 0  | 0  | 1  | 1  | 8   |
| Barbados                             | 2007 | 2024 | 4  | 0  | 1  | 3  | 7  | 13  |
| Belice                               | 2018 | 2018 | 1  | 0  | 0  | 1  | 0  | 4   |
| Bermudas                             | 1974 | 2015 | 6  | 0  | 0  | 6  | 0  | 23  |
| Bonaire                              | 2019 | 2019 | 2  | 1  | 1  | 0  | 3  | 2   |
| Cuba                                 | 1982 | 2007 | 3  | 0  | 0  | 3  | 1  | 14  |
| Costa Rica                           | 2025 | 2025 | 1  | 0  | 0  | 1  | 0  | 8   |
| Estados Unidos (sub-23)              | 2011 | 2014 | 2  | 0  | 1  | 1  | 3  | 9   |
| Dominica                             | 2004 | 2019 | 2  | 0  | 1  | 2  | 2  | 8   |
| Haití                                | 2000 | 2003 | 4  | 0  | 0  | 4  | 0  | 14  |
| Guadalupe                            | 2021 | 2021 | 1  | 0  | 0  | 1  | 0  | 2   |
| Granada                              | 2025 | 2025 | 1  | 0  | 0  | 1  | 0  | 6   |
| Guyana                               | 1987 | 2023 | 5  | 0  | 0  | 5  | 3  | 17  |
| Islas Caimán                         | 1999 | 2007 | 3  | 2  | 0  | 1  | 8  | 6   |
| Islas Vírgenes Británicas            | 2008 | 2019 | 4  | 2  | 2  | 0  | 10 | 3   |
| Islas Vírgenes de los Estados Unidos | 1999 | 2024 | 3  | 2  | 1  | 0  | 7  | 4   |
| Islas Turcas y Caicos                | 1999 | 2022 | 8  | 6  | 0  | 2  | 31 | 9   |
| Jamaica                              | 1965 | 2008 | 3  | 0  | 0  | 3  | 1  | 21  |
| Nicaragua                            | 2022 | 2022 | 2  | 0  | 0  | 2  | 0  | 6   |
| México                               | 1974 | 1987 | 2  | 0  | 0  | 2  | 0  | 16  |
| Panamá                               | 1974 | 1974 | 1  | 1  | 0  | 0  | 1  | 0   |
| Puerto Rico                          | 1970 | 2023 | 6  | 0  | 0  | 6  | 4  | 30  |
| República Dominicana                 | 1974 | 1974 | 1  | 0  | 0  | 1  | 0  | 2   |
| Saint-Martin                         | 2022 | 2022 | 1  | 0  | 0  | 1  | 0  | 2   |
| S. Cristóbal y Nieves                | 2024 | 2024 | 1  | 0  | 0  | 1  | 0  | 1   |
| San Vicente y las Granadinas         | 2006 | 2023 | 3  | 1  | 1  | 1  | 4  | 4   |
| Trinidad y Tobago                    | 2021 | 2024 | 4  | 0  | 1  | 3  | 1  | 12  |
| Venezuela                            | 1970 | 1970 | 1  | 0  | 0  | 1  | 0  | 5   |
| Total                                | 1965 | 2025 | 83 | 17 | 11 | 55 | 96 | 264 |